# یاپ کراییر
یاپ کراییر (انگلیسی: Jaap Kraaier; ۲۸ نوامبر ۱۹۱۳ – ۷ ژانویهٔ ۲۰۰۴) قایقران کایاک اهل پادشاهی هلند بود.